# Billy Eckstine
William Clarence „Billy“ Eckstine (8. července 1914, Pittsburgh, Pennsylvania, USA – 8. března 1993, tamtéž) byl americký jazzový zpěvák.

## Diskografie
- 1950 Billy Eckstine Sings (Savoy)
- 1952 Tenderly (MGM)
- 1954 Blues for Sale (EmArcy)
- 1954 Favorites (MGM)
- 1954 I Let a Song Go Out of My Heart (MGM)
- 1954 Songs by Billy Eckstine (MGM)
- 1954 The Great Mr. B (King)
- 1954 The Love Songs of Mr. B (EmArcy)
- 1955 I Surrender, Dear (EmArcy)
- 1955 Mister B with a Beat (MGM)
- 1955 Rendezvous (MGM)
- 1955 That Old Feeling (MGM)
- 1958 Billy's Best! (Mercury)
- 1958 Billy Eckstine's Imagination (EmArcy)
- 1958 Imagination (EmArcy)
- 1959 Basie and Eckstine, Inc. (Roulette)
- 1959 Billy and Sarah (Lion)
- 1960 No Cover, No Minimum (Roulette)
- 1960 Once More with Feeling (Roulette)
- 1961 At Basin St. East [live] (EmArcy)
- 1961 Billy Eckstine & Sarah Vaughan Sing Irving Berlin (Mercury)
- 1961 Billy Eckstine and Quincy Jones (Mercury)
- 1961 Broadway, Bongos and Mr. B (Mercury)
- 1962 Don't Worry 'bout Me (Mercury)
- 1964 12 Great Movies (Mercury)
- 1964 Modern Sound of Mr. B (Mercury)
- 1965 Prime of My Life (Motown)
- 1966 My Way (Motown)
- 1969 For Love of Ivy (Motown)
- 1971 Feel the Warm (Enterprise)
- 1971 Moment (Capitol)
- 1972 Senior Soul (Enterprise)
- 1974 If She Walked into My Life (Enterprise)
- 1978 Memento Brasiliero – (Portuguese)
- 1984 I am a Singer
- 1986 Billy Eckstine Sings with Benny Carter (Verve)
- 1994 Everything I Have Is Yours – Anthology (Verve)
- 1995 I Apologize (Polydor)
- 2002 How High the Moon (Past Perfect)
- 2002 Billy Eckstine and His Orchestra (Deluxe)
- 2002 Stardust (Polydor)
- 2003 The Motown Years (Motown)
- 2004 Love Songs (Savoy)
- 2006 Timeless Billy Eckstine (Savoy)